# Lucien Graux
Lucien Pierre Edmond Graux (Brussel, 10 januari 1872 - aldaar, 24 april 1941) was een Belgisch bestuurder.

## Biografie
Lucien Graux was een zoon van advocaat, politicus en hoogleraar Charles Graux. Hij studeerde af als burgerlijk ingenieur aan de Université libre de Bruxelles en was betrokken bij de aanleg van spoorwegen in Polen, Brazilië en Belgisch-Congo. In 1936 werd hij in opvolging van Léon Guinotte aangesteld als voorzitter van het Centraal Nijverheidscomité (CNC), een functie die hij uitoefende tot zijn overlijden in 1941. Maurice Van der Rest volgde hem in deze hoedanigheid op. Van 1940 tot zijn overlijden was hij eveneens voorzitter van de raad van bestuur van de ULB.
Hij huwde in 1895 in Brusel met Franziska "Nancy" Maquet, de in Schotland geboren dochter van een Duitse koopman. Zij en haar zussen Elsie en Lily Maquet waren modellen van de schilder Fernand Khnopff. Ze kregen twee dochters:
- Lucy Graux (°1896) werd in 1925 de tweede vrouw van Gaston Périer (1875-1946), advocaat, bankier en schoonzoon (door zijn eerste huwelijk) van Albert Thys. Ze kregen drie dochters, met afstammelingen tot heden.
- Dorothée Graux (1897-1973), trouwde met de advocaat  en stafhouder Henry Van Leynseele (1893-1969), zoon van Herman Van Leynseele, advocaat, gemeenteraadslid van Kortrijk en volksvertegenwoordiger. Ze kregen een zoon en een dochter, met afstammelingen tot heden.